# USS Franklin (CV-13)
Pour les autres navires du même nom, voir USS Franklin.
L’USS Franklin (CV-13), surnommé "Big Ben" était un des 24 porte-avions de la classe Essex construit durant la Seconde Guerre mondiale par les États-Unis.
Commissionné en janvier 1944, le navire sert dans plusieurs campagnes du Pacifique et gagne quatre étoiles de service. Il a été lourdement endommagé par une attaque japonaise en mars 1945 et a perdu 800 membres d'équipage, devenant ainsi le navire américain le plus endommagé ayant survécu à la guerre.
Après l'attaque, le bateau partit aux États-Unis pour des réparations et manqua le reste de la guerre. Il fut dé-commissionné en 1947. Devenu un navire de réserve, il fut classifié en porte-avions d'attaque, en porte-avions anti-sous-marin et finalement en navire de transport. Pourtant il ne fut jamais modernisé. Le Franklin a été envoyé à la ferraille en 1966.

## Historique
Mis en service à la fin du mois de janvier 1944, l'USS Franklin rejoignit le Task Group 58.2 pour participer à un raid contre les îles Bonin. En octobre 1944, lors d'une attaque contre l'archipel des Ryu-Kyu et Formose, un appareil s'écrasa sur le pont et deux jours plus tard une bombe le toucha au niveau de l'ascenseur, l'explosion tua 3 marins.
Les avions du Franklin prirent part le 24 octobre 1944 à l'attaque contre le cuirassé géant japonais Musashi lors de la bataille du golfe de Leyte. Quelques jours plus tard, le 30 octobre, lors du débarquement du golfe de Leyte, il affronte cinq kamikazes qui avaient réussi à franchir les chasseurs du groupe aéronaval. Les dégâts furent importants, 33 avions furent détruits à bord lors des incendies qui s'ensuivirent et l'on dénombra 56 morts et 60 blessés. Le bateau est envoyé pour réparations au Puget Sound Naval Shipyard and Intermediate Maintenance Facility.

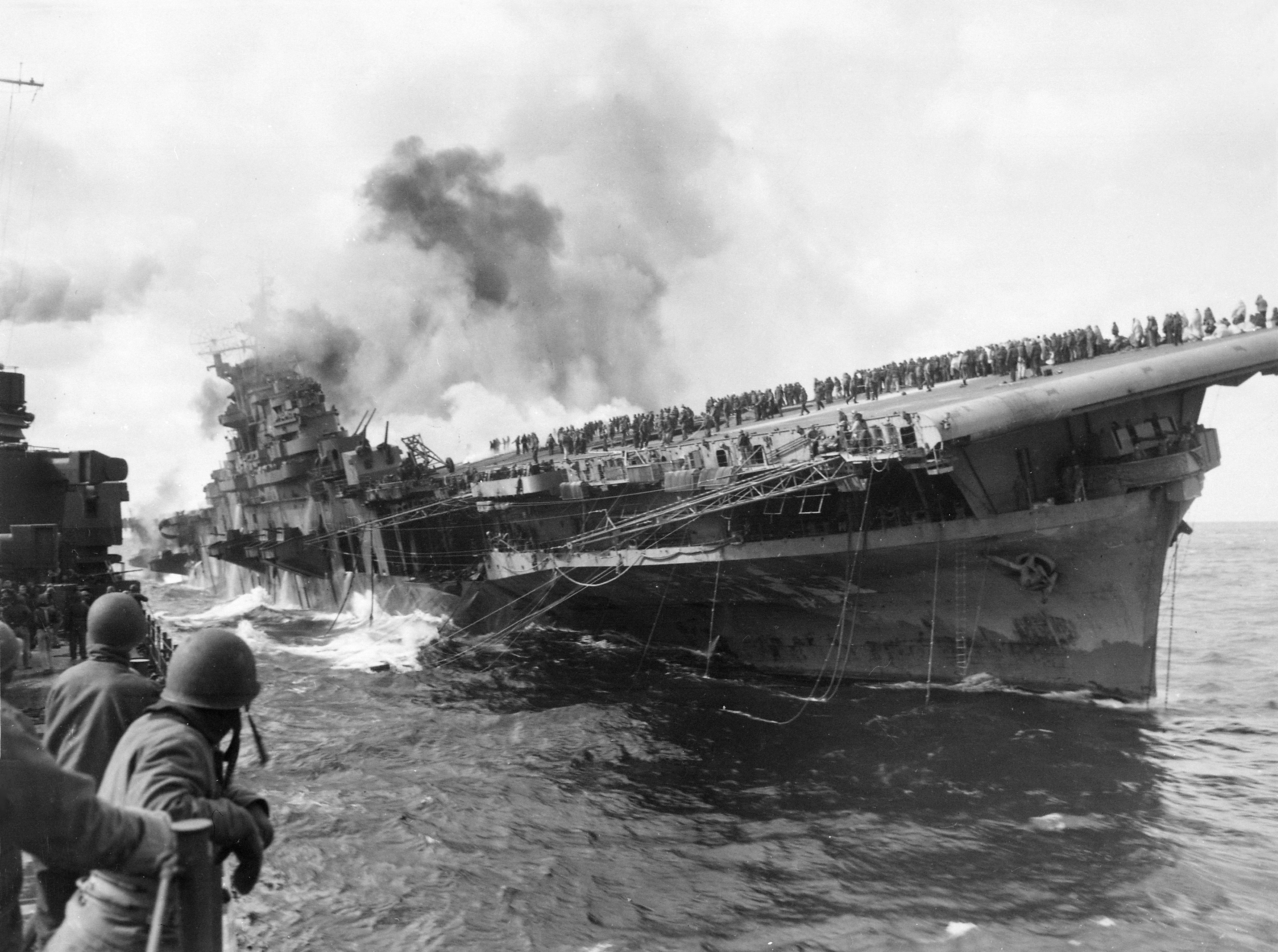
Le navire après l'attaque le 19 mars 1945.

Réparé, il ne reprit le service qu'en février 1945. Alors qu'il participe à l'assaut contre l'île de Kyushu depuis la veille, il est touché le 19 mars 1945 par deux bombes de 250 kg lâchées lors d'une audacieuse attaque d'un appareil nippon de type Yokosuka D4Y Suisei. Il est alors très vulnérable puisque rempli d’appareils armés et en train de faire le plein de carburant. Si sur l'instant les dégâts étaient peu importants et ne menaçaient pas les capacités opérationnelles du navire, quelques avions prennent néanmoins feu et les explosions secondaires se révèlent dévastatrices, manquant de le faire chavirer ; mais le contrôle des feux par les équipes incendie et le blindage du hangar protègent les stocks de munitions et le système de propulsion du navire. Malheureusement, aspiré par le système de ventilation, un nuage mortel de vapeurs toxiques se répandit dans les coursives du porte-avions et provoqua la mort de 724 hommes ; 265 autres furent blessés. Il réussit à rentrer à New York et ne reprit pas le service actif. Il fut versé dans la réserve de Bayonne (New Jersey) en 1947.
Avec le Bunker Hill, le Franklin fut le seul porte-avions de la Seconde Guerre Mondiale a ne pas reprendre le service après la signature des armistices en 1945. Il fut finalement vendu durant l'été 1966 au chantier naval Portsmouth Salvage Company de Chesapeake pour y être démantelé.